# Mohammed X al-Ahnaf
Abû `Abd Allâh “al-'Ahnaf” Mohammed X ben `Uthmân  surnommé Al-'Ahnaf ou El Cojo (le boiteux) est le dix-septième émir nasride de Grenade. Il est né en 1415. Il est le neveu de Mohammed IX al-'Aysar et il lui succède en 1445 mais est démis quelques mois après par Yûsuf V. Il reprend son trône l'année suivante en 1446 et est de nouveau renversé en 1447 par son oncle Mohammed IX al-'Aysar qu'il avait remplacé trois ans plus tôt. Il meurt en 1454.
Cette période de l'histoire de l'émirat de Grenade est particulièrement confuse. Il y a très peu de documentation sur Abû `Abd Allâh “al-'Ahnaf” Mohammed X ben `Uthmân ou Mohammed El Cojo. certains vont même jusqu'à douter de son existence.

## Biographie
La guerre civile entre les deux clan rivaux Bannigas et des Abencérages. Les Abencérages soutiennent Mohammed IX al-'Aysar qu'ils ont mis sur le trône en 1419 pour la première fois, il a déjà été destitué deux fois par des candidats soutenus par les Bannigas en 1427 et 1431 et qui en est donc à son troisième règne.
En février 1432, Mohammed al-'Ahnaf est le lieutenant d'Mohammed al-'Aysar. Il se fait ouvrir les portes de Grenade par les fidèles de Mohammed al-'Aysar. Yusuf IV résistait encore avec quelques partisans dans l'Alhambra et une partie de l'Albaicín. Il a fait appel à Jean II de Castille, mais les troupes castillanes sont rejetées par Mohammed al-'Ahnaf là même où s'était déroulée la bataille de La Higueruela. Finalement, Yusuf IV se livre à Mohammed al-'Aysar.

### Premier règne (1445)
Ce premier règne ne dure que de janvier jusque juin 1445.
En 1445, la guerre civile à Grenade recommence. La lutte pour le pouvoir se déroule entre Mohammed al-'Aysar  et deux de ses neveux, Abû al-Hajjâj Yûsuf et Mohammed al-'Ahnaf. Ce dernier est gouverneur d'Almeria depuis 1432, après son succès à la tête des armées de Mohammed al-'Aysar. Abû al-Hajjâj Yûsuf est en exil à Cordoue. 
Mohammed al-'Ahnaf prend le pouvoir à Grenade en janvier 1445 sous le nom de Mohammed X.

### Interrègne (1445 - 1446)
Sous la pression des Abencérages et avec l'appui de la Castille, Mohammed al-'Ahnaf doit laisser sa place à Abû al-Hajjâj Yûsuf qui prend le nom de Yûsuf V. Yûsuf ne règne six mois jusqu'en janvier 1446.

### Second règne (1446 - 1447)
Ceux-là mêmes qui l'avaient mis sur le trône le renversent pour restaurer Mohammed al-'Ahnaf qui en profite pour récupérer les places perdues dans la partie orientale du royaume et en restituant la frontière avec  Murcie dans son état de départ. Au début de 1448, Mohammed al-'Aysar reprend le pouvoir pour la quatrième fois et fait exécuter Mohammed al-'Ahnaf.

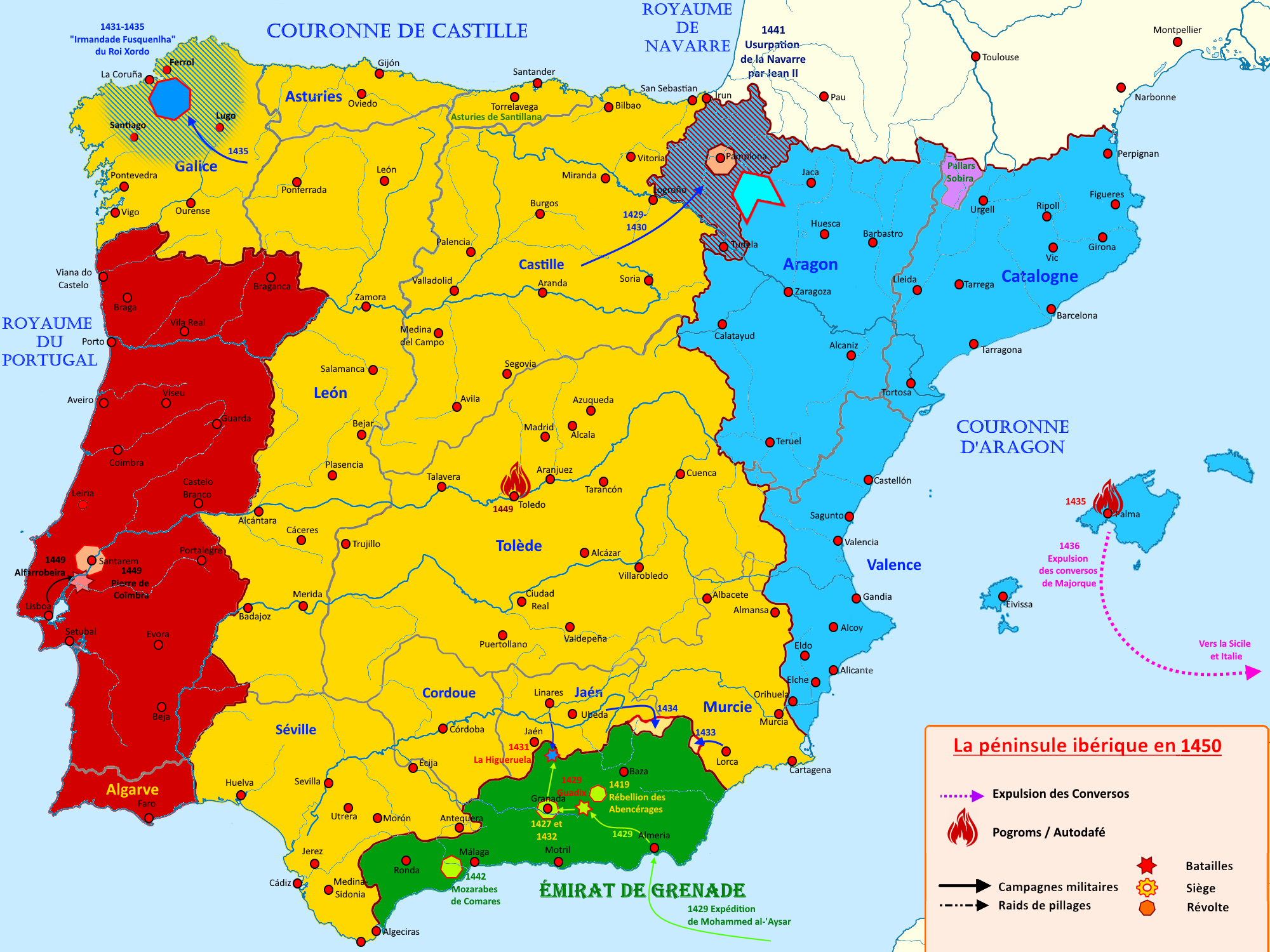
L'émirat de Grenade en 1450